# Chauncey Wright
Chauncey Wright, född 10 september 1830 i Northampton, Massachusetts, död 12 september 1875, var en amerikansk filosof och matematiker. Han var en inflytelserik försvarare av darwinismen och påverkade även tidiga amerikanska pragmatister såsom Charles Sanders Peirce och William James.
Wright var agnostiker och hävdade att vi bör avstå från att uttala oss om Guds existens, då det inte finns några starka bevis åt endera hållet. William James berömda "viljan-att-tro"-argument var delvis ägnat som ett svar på Wrights agnosticism. Inom etiken omfattade Wright utilitarismen och i likhet med John Stuart Mill ansåg han att njutningar kan skilja sig åt både vad gäller kvantitet och kvalitet. Han kritiserade skarpt Herbert Spencers ambitioner att utsträcka darwinismen till en teori om socialt framåtskridande. Likt Mill och Auguste Comte skrev Wright under på en positivistisk vetenskapsuppfattning, vilken avvisar metafysik som ett möjligt eller meningsfullt företag. Wrights hävdande att vetenskapliga principer är "arbetshypoteser" påverkade John Dewey och andra pragmatister. Hans hållning att vetenskapen är metafysiskt neutral har av vissa setts som Wrights främsta bidrag till filosofin.